# 里奇·阿杜巴图
里奇·阿杜巴图（Richie Adubato，1937年11月23日—），生于新泽西州欧文顿，是美国职业篮球教练，他先后执教过底特律活塞、达拉斯小牛和奥兰多魔术三支NBA球队。他也执教过WNBA的纽约自由队和华盛顿神秘队。
阿杜巴图在2007年6月1日离开了神秘队，据说是由于他开赛时一系列的交易和他本身合同的问题使得球队得到了0胜-4负的糟糕开局。他也曾是NBA亚特兰大老鹰队、克利夫兰骑士队、达拉斯小牛队、底特律活塞队、纽约尼克斯队以及奥兰多魔术队的助理教练。